# Missulena
Missulena — рід мігаломорфних павуків родини Actinopodidae. Вперше він був описаний Чарльзом Валькенером у 1805 році і є старшим синонімом до Eriodon. M. tussulena зустрічається в Чилі, але решта є корінними жителями Австралії.
Їх іноді називають «павуками-мишами» через тепер уже спростоване переконання, що вони риють глибокі нори, подібні до мишачих. Scotophaeus blackwalli також називають «павуком-мишею», але він менший і ці павуки не є близькими один до одного.

## Опис
Розміри цих павуків варіюються від середнього до великого – від 1 до 3 см. Вони мають блискучий карапакс і високі широкі голови з очима, розставленими по передній частині голови, і короткі павутинні бородавки в задній частині черевця. Здебільшого вони полюють на комах, хоча при нагоді можуть споживати й інших дрібних тварин. Основними їхніми хижаками є оси, багатоніжки та скорпіони.
У цих павуків також яскраво виражений статевий диморфізм. Самки є повністю чорними, а забарвлення самців індивідуальне для кожного виду. Наприклад, самці східного павука-миші (M. bradleyi) мають синювату пляму, тоді як самці червоноголових павуків-мишей (M. occatoria) коричнуваті або синьо-чорні з яскраво-червоними щелепами.

## Ідентифікація
Вони нагадують більшість родів інфраряду Mygalomorphae. Але їх можна легко відрізнити за великою парою хеліцер, двома маленькими очами в центрі та трьома з боків. У той час як у всіх інших павуків, що роблять люки вони згруповані в горбик у центрі голови. Самок важче визначити, ніж самців, оскільки самки повністю чорні, тоді як самці можуть бути яскравішого кольору. Зазвичай у формі блакитнуватого черевця або червонуватого карапаксу та хеліцер, або обох.

## Розповсюдження і середовище проживання
Ці павуки поширені в Гондвані, один вид зустрічається в Чилі, а решта поширені по всій Австралії. Вони живуть у критих люками норах, які можуть досягати майже 30 см в глибину. Самки зазвичай залишаються у своїх норах, у той час як самці блукають у пошуках партнерок.

## Медичне значення
Укуси цих павуків болючі, але загалом не є небезпечними. Серйозні отруєння зустрічаються відносно рідко, але укуси, що були задокументовані в медичній літературі, не вимагали застосування протиотрути або не супроводжувалися серйозними симптомами. Є дані, які свідчать про те, що укус павука-миші потенційно може бути таким же серйозним, як і укус австралійського воронкового павука, але зареєстровані укуси трапляються рідко, незважаючи на велику кількість деяких видів серед людського житла.
Ці павуки дуже схожі на австралійських воронкових павуків, тому укуси слід спочатку розглядати як укуси воронкових павуків, доки павук не буде визначений експертом. Протиотрута австралійського воронкоподібного павука виявилася ефективною при лікуванні серйозних укусів павука-миші. Однак, на відміну від австралійських воронкових павуків, павук-миша набагато менш агресивний щодо людей і часто може кусати, не випускаючи отрути.

## Види
Станом на листопад 2021 рід включає 21 вид:

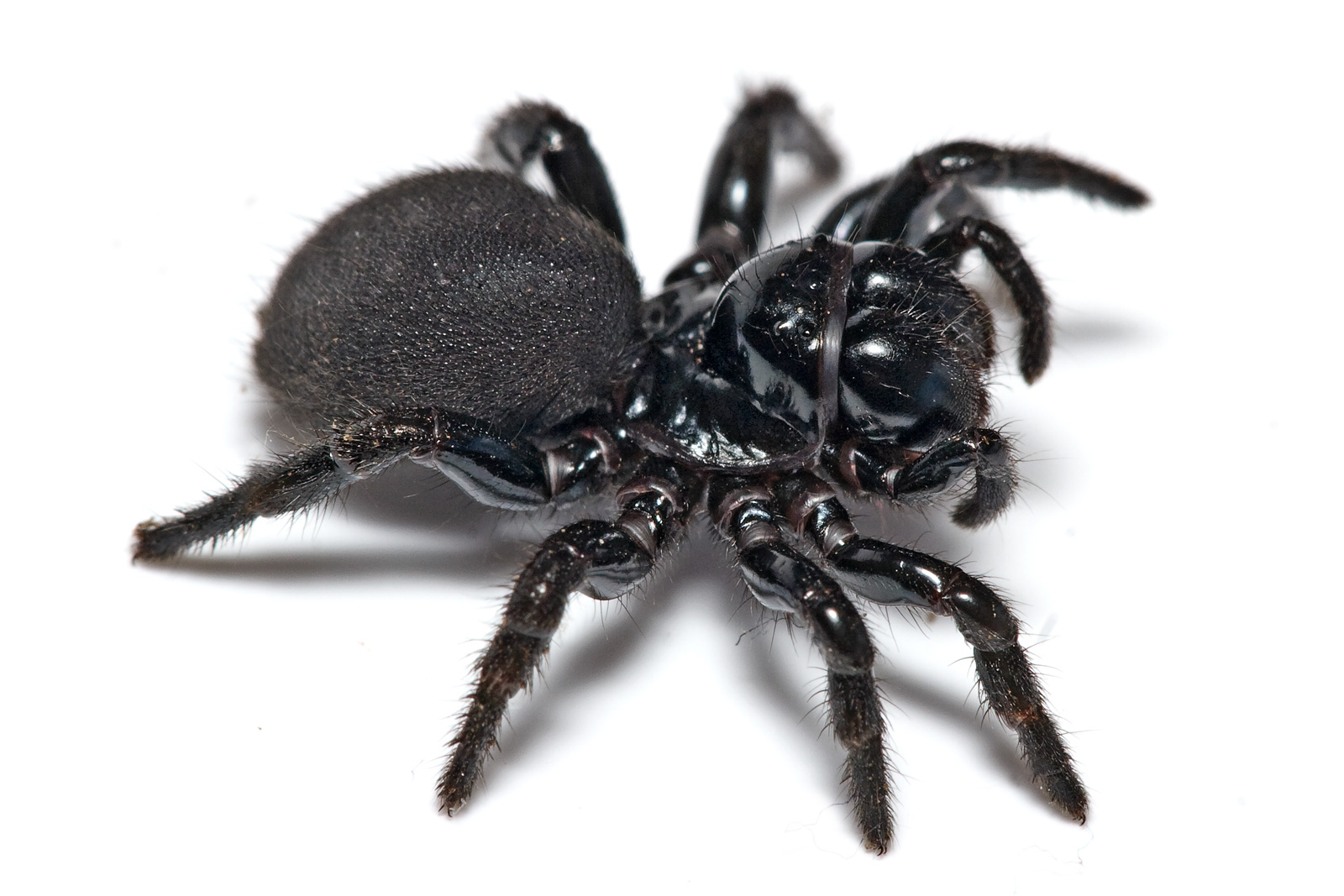
Missulena bradleyi

- M. bradlei Rainbow, 1914 – Австралія (Новий Південний Уельс)
- M. davidi Greenberg, Huey, Framenau & Harms, 2021 – Австралія (Західна Австралія)
- M. dipsaca Faulder, 1995 – Австралія
- M. faulderi Harms & Framenau, 2013 – Австралія (Західна Австралія)
- M. granulosa (O. Pickard-Cambridge, 1869) – Австралія (Західна Австралія)
- M. harewoodi Framenau & Harms, 2017 – Австралія (Західна Австралія)
- M. hoggi Womersley , 1943 – Австралія (Західна Австралія)
- M. insignis (O. Pickard-Cambridge, 1877) – Австралія
- M. iugum Greenberg, Huey, Framenau & Harms, 2021 – Австралія (Західна Австралія)
- M. langlandsi Harms & Framenau, 2013 – Австралія (Західна Австралія)
- M. leniae Miglio, Harms, Framenau & Harvey, 2014 – Австралія (Західна Австралія)
- M. mainae Miglio, Harms, Framenau & Harvey, 2014 – Австралія (Західна Австралія)
- M. manningensis Greenberg, Huey, Framenau & Harms, 2021 – Австралія (Західна Австралія)
- M. melissae Miglio, Harms, Framenau & Harvey, 2014 – Австралія (Західна Австралія)
- M. occatoria Walckenaer , 1805 – Південна Австралія
- M. pinguipes Miglio, Harms, Framenau & Harvey, 2014 – Австралія (Західна Австралія)
- M. pruinosa Levitt-Gregg, 1966 – Австралія (Західна Австралія, Північна територія)
- M. reflexa Rainbow & Pulleine, 1918 – Австралія (Південна Австралія)
- M. rutraspina Faulder, 1995 – Австралія (Західна Австралія, Південна Австралія, Вікторія)
- M. torbayensis Main, 1996 – Австралія (Західна Австралія)
- M. tussulena Goloboff, 1994 – Чилі

Раніше включав:
- M. bonneti (Zapfe, 1961) (Перенесено до Plesiolena)